# 钱大昕
钱大昕（1728年2月16日—1804年11月21日），字晓徵、及之，号辛楣，一号竹汀，江蘇苏州府嘉定縣（今上海嘉定区）人，清代史学家，语言学家。乾嘉学派的代表人物。

## 家世
钱大昕祖籍常熟双凤里，先世迁居嘉定盛泾，又迁望仙桥。祖父钱王炯，生员，精于小学，高寿九十二岁。父钱桂发，生员，母沈氏。大昕为其父长子，次子为钱大昭。其他宗族有钱楷、钱燿、钱肇然、钱塘等人，都与钱大昕一同治学。祖父钱王炯在钱大昕幼年启蒙阶段教授他训诂之学和安章宅句之法，起到了重要的作用。

## 生平
幼時為神童，周岁能认字，三岁诵匾联，五岁受经书，十岁学八股文。十五岁应童子试，为内阁学士刘藻所赏識，谓“吾视学一载，所得惟王生鸣盛、钱生大昕两人耳”。王艮斋阅其课义，诧为“此天下才也”。早年以詩賦聞名江南，獻賦獲賜舉人，又精通经学、史学、天文、历算、音韵、训诂、金石，“不专治一经而无经不通，不专攻一艺而无艺不精。”錢氏於《元史》用功极深，在百卷《二十二史考異》中，《元史考异》独占十五卷。乾隆十九年中進士，選翰林院庶吉士，散館授編修，歷升侍講學士，三十四年，入直上書房，授皇十二子書。升少詹事，不久提督廣東學政。乾隆四十年（1775年）因父喪去職，服阕後又遇母喪，以病不再复出。好讀書，亦善治學，未嘗一日廢書。曾在鐘山、婁東、紫陽等各書院講學多年，“门下士积二千余人，其为台阁、侍从、发名成业者，不可胜计。”嘉庆九年（1804年）卒。

## 學術
钱大昕对于音韵学和训诂学很有创见。首先注意到了古声母的研究，证明了古代没有轻唇音和舌上音（卷舌塞音）的分别。錢大昕考証，上古無輕唇音（唇齒音），“無”發成“模”，又轉為“毛”。“毛”的古音為“謀”，所以模能轉為毛。錢大昕撰《廿二史考異》一百卷，以顧炎武之歷史考據方法，拾遺規過，最享時譽。与趙翼的《廿二史劄記》、王鳴盛《十七史商榷》并称。
錢大昕也寫過（奕喻）這樣的文章，他在下棋時，領悟了一些道理：「今之學者，讀古人書，多訾古人之失；與今人居，亦樂稱人失。人固不能無失，然試易地以處，平心而度之，吾果無一失乎？吾能知人之失，而不能見吾之失；吾能知人之小失，而不能見吾之大失」。
钱大昕轻视西方数学，江永因学习西方数学，钱大昕却讥其“为西人所用”。钱大昕说《诗经》已有反切，並且驳斥反切受佛经的影响，“岂古圣贤之智乃出梵僧下耶”，“吾于是知六经之道，大小悉备，后人詹詹之智，早不出圣贤范围之外也”。錢大昕面對西學所採取的態度是：“西士之術固有勝於中法者，習其術可也，習其術而為所愚弄不可也。”

## 評價
- 戴震说：“当代学者，吾以晓徵（即钱大昕）为第二人”，“盖东原毅在以第一人自居。然东原之学，以肄经为宗，不读汉以后书。若先生（钱大昕）学究天人，博综群籍。自开国以来，蔚然一代儒宗也。以汉儒拟之，在高密（郑康成）之下，即贾逵、服虔，亦瞠乎后矣”[4]

- 近代史學家陳寅恪獨服錢大昕，稱之為“清代史家第一人”。陳寅恪《元白詩箋證稿》依錢大昕《十駕齋養新錄》所謂「唐制服色不視職事官，而視階官之品」，考證當時“江州司馬青衫濕”的白居易，雖名義上為「從五品下」，然卻是「將仕郎守江州司馬」；據此，陳寅恪得出以下結論：「樂天此時止為州佐，固唯應依將仕郎之階品著青衫也。」。

- 陈垣曾说：“《日知录》在清代是第一流的，但还不是第一，第一应推钱大昕的《十驾斋养新录》。”[9]

## 貢獻

### 音韻學
在錢之前，研究古音眾多，但都衹注重古韻，真正注意到古紐問題者當推錢氏。關於古紐，錢氏提出四個要點：
- 古無輕脣音
- 古無舌上音
- 古人多舌音
- 古影喻曉匣雙聲
- 此外，錢氏對于古音也提出許多看法，如主張詩經有正音，有轉音。正音，就是從偏旁得聲；轉聲，就是「聲隨義轉或「雙聲假借」

主要著作：
- 《恒言录》
- 《十驾斋养新录》
- 《二十二史考異》
- 《潜研堂文集》
- 《潛研堂詩集》

## 延伸阅读
[在维基数据编辑]
 在维基文库阅读此作者作品（ 在维基共享资源阅览影像）
 《清史稿/卷481》，出自趙爾巽《清史稿》